# Palazzo delle palme
Il palazzo delle palme è un edificio situato nel quartiere Vomero, a Napoli.

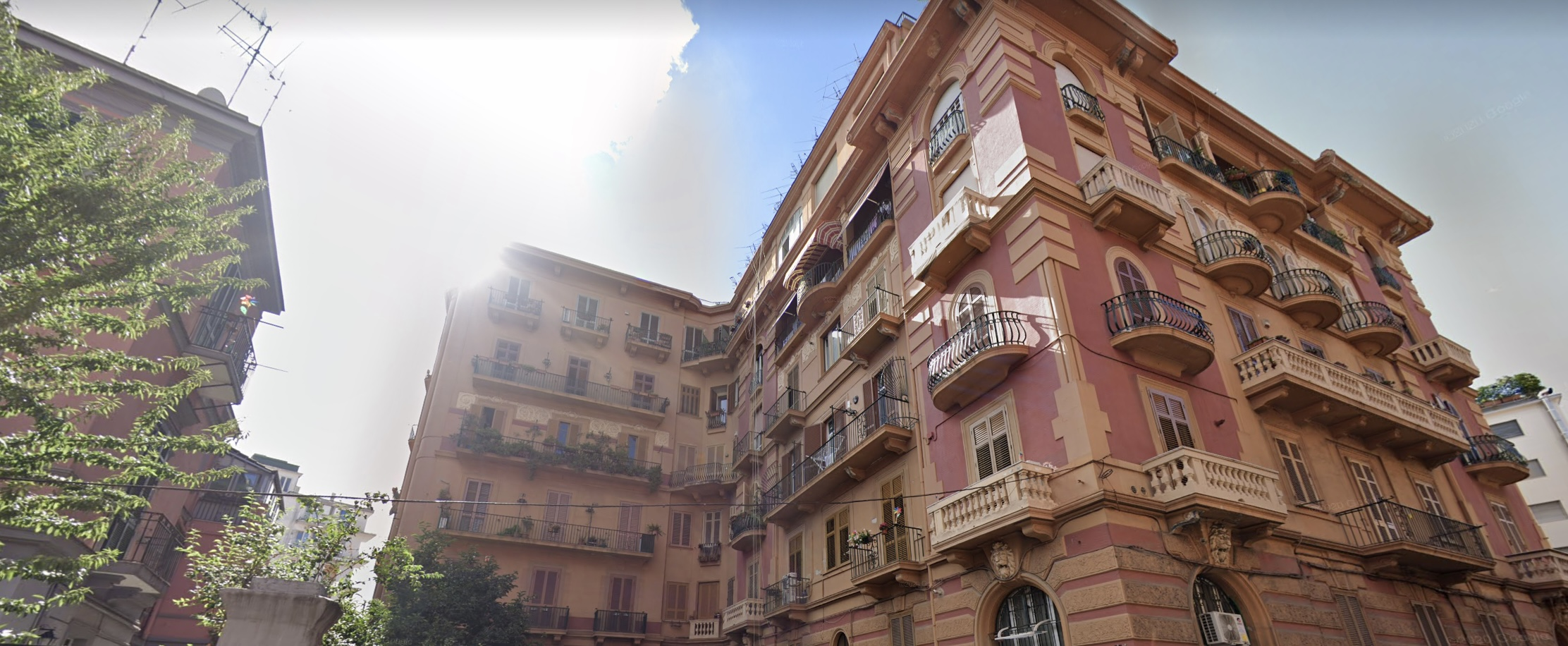
Vista dal Giardino del Condominio.

Situato al civico 32 di Via Aniello Falcone, punto panoramico e frequentato del quartiere, è un palazzo degli anni 30 del Novecento in stile neorinascimentale con elementi dell’eclettico e del liberty napoletano. Gli ampi balconi all’ultimo piano sono sostenuti da pilastri, e si alternano a quelli squadrati e tondeggianti, di diversi materiali. Palazzo delle Palme è suddiviso in due scale: A e B. Gli ingressi delle scale sono accessibili da un cortile alberato esterno alla costruzione dove un tempo sorgevano 3 palme, da cui prende il nome il condominio.

Interessanti fregi dorati e decorazioni ornano il Palazzo. Negli androni interni del condominio, per la pavimentazione sono utilizzate colorate riggiole. Non manca la presenza di marmi bianchi.
L’architetto che ha progettato la struttura ha alternato diversi stili architettonici, rendendo il complesso eccentrico.